# Salmo 130
El salmo 130  es, según la numeración hebrea, el centésimo trigésimo salmo del Libro de los salmos de la Biblia. Corresponde al salmo 129 según la numeración de la Biblia Septuaginta griega, empleada también en la Vulgata latina. Por este motivo, recogiendo la doble numeración, a este salmo también se le refiere como el salmo 130 (129).
Es también llamado De Profundis (en español "desde el abismo"), un salmo de autor desconocido. Se trata de un salmo penitencial que suele emplearse principalmente en la liturgia de difuntos y en la Cuaresma.
En el sistema de numeración ligeramente diferente utilizado en la versión griega Septuaginta de la Biblia y en la latina Vulgata, este salmo es el «Salmo 129».
La New American Bible Revised Edition (2010) divide el salmo en dos partes: los versículos 1-4 son un grito de misericordia; los versículos 5-8 son una expresión modelo de confianza en Dios.
El salmo forma parte habitual de las liturgias judía, católica, luterana, anglicana y otras protestantes. Está parafraseado en himnos como el «Aus tiefer Not schrei ich zu dir» de Martín Lutero en alemán. El salmo ha sido musicado en numerosas ocasiones por compositores como Orlando di Lasso y Heinrich Schütz. John Rutter lo adaptó al inglés como un movimiento de su Réquiem.

## Texto
La siguiente tabla muestra el texto en hebreo del Salmo con vocales, junto con el texto en griego koiné de la Septuaginta y la traducción al inglés de la Versión del Rey Jacobo. Tenga en cuenta que el significado puede diferir ligeramente entre estas versiones, ya que la Septuaginta y el texto masorético provienen de tradiciones textuales diferentes. En la Septuaginta, este salmo está numerado como Salmo 129.
| Versículo | En hebreo                                         | En latín                                                                            | En español (versión de la Sociedad Judía de Publicaciones de América)                               |
| --------- | ------------------------------------------------- | ----------------------------------------------------------------------------------- | --------------------------------------------------------------------------------------------------- |
| 1         | שִׁ֥יר הַֽמַּעֲל֑וֹת מִמַּעֲמַקִּ֖ים קְרָאתִ֣יךָ יְהֹוָֽה׃                   | De profundis clamavi ad te Domine.                                                  | Salmo de los ascensos. Desde lo profundo te he llamado, oh Señor.                                   |
| 2         | אֲדֹנָי֮ שִׁמְעָ֢ה בְק֫וֹלִ֥י תִּהְיֶ֣ינָה אׇ֭זְנֶיךָ קַשֻּׁב֑וֹת לְ֝ק֗וֹל תַּחֲנוּנָֽי׃   | Domine, exaudi vocem meam. Fiant aures tuæ intendentes in vocem deprecationis meæ.  | Señor, escucha mi voz; que tus oídos estén atentos a la voz de mis súplicas.                        |
| 3         | אִם־עֲוֺנ֥וֹת תִּשְׁמׇר־יָ֑הּ אֲ֝דֹנָ֗י מִ֣י יַעֲמֹֽד׃                    | Si iniquitates observaveris, Domine, Domine, quis sustinebit?                       | Si Tú, Señor, observas las iniquidades, ¿quién podrá sostenerse?                                    |
| 4         | כִּֽי־עִמְּךָ֥ הַסְּלִיחָ֑ה לְ֝מַ֗עַן תִּוָּרֵֽא׃                          | Porque contigo hay perdón, para que seas temido. Sustinuit anima mea in verbo eius: | Porque contigo hay perdón, para que seas temido.                                                    |
| 5         | קִוִּ֣יתִי יְ֭הֹוָה קִוְּתָ֣ה נַפְשִׁ֑י וְֽלִדְבָר֥וֹ הוֹחָֽלְתִּי׃               | Speravit anima mea in Domino.                                                       | Espero al Señor, mi alma espera, y en su palabra confío.                                            |
| 6         | נַפְשִׁ֥י לַאדֹנָ֑י מִשֹּׁמְרִ֥ים לַ֝בֹּ֗קֶר שֹׁמְרִ֥ים לַבֹּֽקֶר׃                | A custodia matutina usque ad noctem, speret Israël in Domino.                       | Mi alma espera al Señor, más que los centinelas la aurora; sí, más que los centinelas la mañana.    |
| 7         | יַחֵ֥ל יִשְׂרָאֵ֗ל אֶל־יְ֫הֹוָ֥ה כִּֽי־עִם־יְהֹוָ֥ה הַחֶ֑סֶד וְהַרְבֵּ֖ה עִמּ֣וֹ פְדֽוּת׃ | Quia apud Dominum misericordia, et copiosa apud eum redemptio.                      | O Israel, espera en el SEÑOR; porque en el SEÑOR hay misericordia, y en él hay abundante redención. |
| 8         | וְ֭הוּא יִפְדֶּ֣ה אֶת־יִשְׂרָאֵ֑ל מִ֝כֹּ֗ל עֲוֺנֹתָֽיו׃                    | Et ipse redimet Israël ex omnibus iniquitatibus ejus.                               | Y Él redimirá a Israel de todas sus iniquidades.                                                    |

Una nota marginal en la tradición del Texto Masorético indica que el Salmo 130:2 está en medio de toda la sección de los Ketuvim (Libro de los Escritos) en hebreo. 

## Comentarios

### De la Iglesia católica

#### A todo el salmo
El salmo refleja un momento litúrgico centrado en la súplica de perdón, elemento fundamental en el culto del Templo, habitualmente acompañado por sacrificios de expiación conforme a la legislación levítica (cf. Lv 14–15). En este contexto, la oración por el perdón de Israel encaja plenamente en el marco de una peregrinación al santuario, en continuidad con los salmos precedentes que celebran los beneficios y la salvación otorgados por Dios (cf. Sal 124–129). Aquí se reconoce la raíz de esos dones: la misericordia del Señor y su disposición a perdonar (cf. Sal 130,4–7). El salmo se abre con una súplica intensa para ser escuchado (vv. 1–2), continúa afirmando que el perdón es propio de Dios (vv. 3–4), y expresa una confianza firme en su palabra (vv. 5–6). Finalmente, se dirige al pueblo para animarlo a mantener viva la esperanza en el Señor, fuente de redención y misericordia (vv. 7–8). Desde una perspectiva cristiana, este salmo encuentra su plenitud en la persona de Jesucristo. Su venida representa el cumplimiento definitivo de la esperanza expresada en la oración, ya que su mismo nombre encierra la promesa del perdón: "Dios salvará a su pueblo de sus pecados".

#### A los versículos 1-2
La expresión «lo más profundo», traducida literalmente como «abismo», puede aludir tanto al ámbito de la muerte (cf. Sal 18,5; 69,3) como a la hondura de la conciencia, desde donde el orante clama a Dios.

¿Desde dónde hablamos cuando oramos? ¿Desde la altura de nuestro orgullo y de nuestra propia voluntad, o desde “lo más profundo” (Sal 130,1) de un corazón humilde y contrito? El que se humilla es ensalzado (cfr Lc 18,9-14). La humildad es la base de la oración. “Nosotros no sabemos pedir como conviene” (Rm 8,26). La humildad es una disposición necesaria para recibir gratuitamente el don de la oración: el hombre es un mendigo de Dios.

#### A los versículos 3-8
El salmista reconoce la condición pecadora del ser humano, pero afirma que Dios, al perdonar, se muestra superior al hombre (v. 4). Su esperanza se apoya en la promesa divina de perdón, y esa certeza lo lleva a esperar con confianza, como el centinela espera la aurora. La repetición del final del v. 6 en el v. 7 sugiere un posible uso litúrgico, con participación coral. La exhortación a Israel a esperar en el Señor (v. 7) refleja la misma actitud personal del salmista (v. 5), y se fundamenta en los atributos divinos de misericordia y redención, expresados como realidades vivas y presentes, tal como se revela en la Alianza (cf. Dt 7,8; 9,4-5). Sobre esta base se afirma que Dios perdonará todos los pecados de su pueblo. La tradición cristiana ha incluido este salmo entre los penitenciales (cf. Sal 6), usándolo para expresar la confianza en Cristo Redentor. También se ha recomendado su recitación antes de la Eucaristía, como preparación espiritual y reconocimiento de la necesidad de purificación antes del sacrificio del altar.

## Uso litúrgico

### Judaísmo

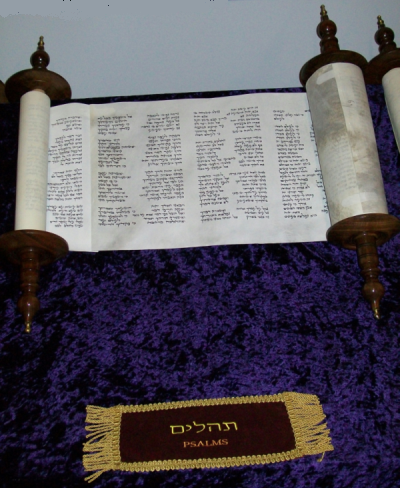
Pergamino de los Salmos

El Salmo 130 se recita según el Nusach Sefard como parte de la liturgia de las Fiestas Altas, cantado en responsorio ante el arca de la Torá abierta durante el servicio matutino desde Rosh Hashaná hasta Yom Kipur. No se recita en el Nusach Ashkenaz puro|, aunque se ha adoptado en algunas comunidades del Nusach Ashkenaz, ya que se incluye en los sidurim de Birnbaum y Artscroll.
El Salmo 130 es uno de los 15 Cánticos de los peregrinos recitados en algunas comunidades después de la Shabat oración de la tarde en el período entre Sucot y Shabat HaGadol (el Shabat anterior a Pésaj). En algunas congregaciones, se reza todos los días de la semana. En hebreo, a menudo se le llama «Shir HaMa'alot MiMa'amakim» por sus primeras palabras.
Algunos lo recitan durante la oración Tashlikh.
Es uno de los salmos que tradicionalmente se recitan «en tiempos de angustia comunitaria».
Los versículos 3-4 forman parte del párrafo inicial del largo Tachanun que se recita los lunes y jueves.

### Iglesia católica

#### Uso ordinario
Según la Regla de San Benito establecida alrededor del año 530, el salmo se utilizaba al comienzo del servicio de Vísperas del martes, seguido del Salmo 131 (130). 
El salmo 130 llegó a asociarse con los siete salmos penitenciales que se recitaban después de la hora de Laudes los viernes de Cuaresma en la cristiandad medieval.
En la actual Liturgia de las Horas, el salmo se recita o se canta en las vísperas del sábado de la cuarta semana del ciclo de cuatro semanas de oraciones litúrgicas, y los miércoles por la noche. Para facilitar la comprensión se le asigna a cada salmo un título en rojo (rúbrica) que no forma parte del salmo. El título del Salmo 130 es Desde lo hondo a ti grito, Señor.
En la Liturgia de la Misa, el Salmo 130 se lee el décimo domingo del Tiempo Ordinario en el año B, el quinto domingo de Cuaresma en el año A, y el martes de la 27.ª semana del tiempo ordinario en el ciclo de días laborables I. También se utiliza como antífona de entrada en el 28.º domingo del tiempo ordinario.

#### Misa de réquiem y oración por los difuntos
La campana De Profundis es un toque lento, solemne y mesurado que marca el final del día.
En 1610, el papa Pablo V estableció la costumbre de tocar la campana De Profundis el Día de Todos los Santos.
El papa Clemente XII animó a los cristianos a través de su breve Caelestes Ecclesiae thesauros, promulgado el 14 de agosto de 1736, a rezar diariamente por las almas del Purgatorio, invitando a todos a arrodillarse a la primera hora del anochecer y recitar devotamente el Salmo 130 con un Requiem aeternam al final. El papa Pío VI, mediante un rescripto del 18 de marzo de 1781, concedió una indulgencia igual a aquellos que rezaran el De Profundis en cualquier lugar donde no se tocara ninguna campana por los muertos. La tradición católica estableció que el De profundis y el versículo Requiem æternam se rezaran después del Ángelus vespertino.

##### Consagración de una nueva campana
Según el Rituale Romanum, la recitación del Salmo 130 acompaña a la bendición de una nueva campana en una iglesia o capilla, tal vez porque el tañido de una campana de iglesia connota una transición a través de la muerte a la vida más allá.

### Iglesia Ortodoxa Copta
En el Agpeya, el Libro de Horas, de la Iglesia Copta, este salmo se reza en la Oración de Completas y la tercera vigilia del oficio de medianoche. También está en la oración del Velo, que generalmente solo rezan los monjes.

### Libro de Oración Común
En el «Libro de Oración Común» de la Iglesia de Inglaterra, este salmo está destinado a ser leído la tarde del vigésimo séptimo día del mes, así como en Vísperas el Miércoles de Ceniza.

## Literatura
De Profundis fue utilizado como título de un poema del autor español Federico García Lorca en Poema del cante jondo.
Una larga carta de Oscar Wilde, escrita a su antiguo amante Lord Alfred Douglas cerca del final de la vida de Wilde mientras estaba en prisión, también lleva el título «De Profundis», aunque se le dio el título después de la muerte de Wilde. Poemas de Alfred Tennyson, Elizabeth Barrett Browning, Charles Baudelaire, Christina Rossetti, C. S. Lewis, Georg Trakl, Dorothy Parker y José Cardoso Pires llevan el mismo título.
En la novela Fires on the Plain (novela) de Shōhei Ōoka, el personaje Tamura hace referencia a la primera línea del salmo «De profundis clamavi» en una secuencia onírica.

### Latín
- Francesco Barsanti como parte de su Sei Antifon[33]
- Nicolaus Bruhns[34]
- Antoine-Esprit Blanchard De profundis (1740)
- Marc Antoine Charpentier:
  - De profundis H.156, para solistas, coro y continuo (¿década de 1670)?[35]
  - De profundis H.189, para solistas, doble coro, flautas, cuerdas y continuo (1683) [36]
  - De profundis a 4 voces H.211, para solistas, coro y continuo (¿principios de 1690)
  - De profundis H.212, para solistas, coro y continuo (¿principios de la década de 1690)
  - «De profundis» H.213 (?principios de 1690), H.213 a (década de 1690), para solistas, coro y continuo
  - «Court De profundis» H.222, para solistas, coro y continuo (?principios de la década de 1690)
  - De profundis H.232, para 3 voces, 2 instrumentos agudos y continuo (fecha desconocida)
- Mikalojus Konstantinas Čiurlionis: cantata [37]
- Michel Richard Delalande: De profundis[38]
- Henry Desmarest: De profundis (antes de 1704)[39]
- Josquin des Prez[40]
- Jan Dismas Zelenka:
  - De Profundis ZWV 95, La menor, para soprano, alto, tenor, bajo, violín, continuo («violini et oboe colle voce ad libitum») (1728)
  - De Profundis ZWV 96, Do menor, para tenor y bajo solistas, coro (SATB), cuerdas y continuo (1727)
  - De Profundis ZWV 97, re menor, para contralto, tenor y tres bajos solistas, coro (SATB), dos oboes, tres trombones, cuerdas y continuo (1724)
- Marcel Dupré[41]
- Andrea Gabrieli, como parte de sus Psalmi Davidici[42]
- Christoph Willibald Gluck[43]
- Charles Gounod De profundis CG 88, para 4 voces, coro mixto con orquesta (1871)
- Sofia Gubaidulina, De profundis[44]
- Arthur Honegger, movimiento lento de la Sinfonía n.º 3[45]
- Orlando di Lasso, como parte de sus Salmos penitenciales
- Franz Liszt
- George Lloyd
- Leevi Madetoja
- Felix Mendelssohn
- Jean-Joseph Cassanéa de Mondonville (1748)[46]
- Thomas Morley
- Vítězslav Novák
- Terry Oldfield
- Giovanni Pierluigi da Palestrina[47]
- Arvo Pärt: De profundis
- Nicola Porpora
- Henry Purcell
- Joachim Raff: De Profundis, Opus 141, 8-partes coro y orquesta
- Georg Reutter (atribuido en una ocasión a Mozart)
- Pierre Robert
- Pedro Ruimonte
- Marc Sabat
- Antonio Salieri[48]
- Johann Hermann Schein
- Arnold Schoenberg
- Roger Sessions
- Jan Pieterszoon Sweelinck
- Virgil Thomson
- Vangelis
- Jan Dismas Zelenka, ZWV 50

Algunas otras obras llamadas De profundis pero con textos no derivados del salmo son:
- Frederic Rzewski basada en el texto de Oscar Wilde
- Dmitri Shostakovich, en su Sinfonía n.º 14 op. 135, con textos de Federico García Lorca traducidos al ruso